# Sébastien Vincent
Sébastien Vincent (* 4. Oktober 1982) ist ein französischer Badmintonspieler. 

## Karriere
Sébastien Vincent gewann in Frankreich zwei Nachwuchs- und zwei Hochschultitel, bevor er 2009 erstmals nationaler Titelträger bei den Erwachsenen wurde. 2010 nahm er an den Badminton-Weltmeisterschaften teil, 2012 an den Europameisterschaften. 2010 siegte er bei den Finnish International, 2012 bei den Romanian International und den Estonian International.

## Sportliche Erfolge
| Saison    | Veranstaltung                                | Disziplin    | Platz | Name                                   |
| --------- | -------------------------------------------- | ------------ | ----- | -------------------------------------- |
| 1997/1998 | Französische Nachwuchsmeisterschaft (Cadets) | Herrendoppel | 1     | Sébastien Vincent / Julien Tchoryk     |
| 1999/2000 | Französische Juniorenmeisterschaft           | Herrendoppel | 1     | Sébastien Vincent / Julien Tchoryk     |
| 2005/2006 | Französische Hochschulmeisterschaft          | Mixed        | 1     | Sébastien Vincent / Maile Prévot       |
| 2005/2006 | Französische Hochschulmeisterschaft          | Herrendoppel | 1     | Sébastien Vincent / Mickaël Delille    |
| 2008/2009 | Französische Meisterschaft                   | Herrendoppel | 1     | Svetoslav Stoyanov / Sébastien Vincent |
| 2010      | Finnish International                        | Herrendoppel | 1     | Laurent Constantin / Sébastien Vincent |

## Referenzen
- Sébastien Vincent beim Badminton-Weltverband

| Personendaten    | Personendaten                  |
| ---------------- | ------------------------------ |
| NAME             | Vincent, Sébastien             |
| KURZBESCHREIBUNG | französischer Badmintonspieler |
| GEBURTSDATUM     | 4. Oktober 1982                |